# Litoprosopus
Litoprosopus is een geslacht van vlinders van de familie spinneruilen (Erebidae), uit de onderfamilie Catocalinae.

## Soorten
- L. bahamensis Hampson, 1926
- L. coachella Hill, 1921
- L. confligens Walker, 1857
- L. futilis Grote, 1868
- L. haitiensis Hampson, 1926
- L. hatuey Poey, 1832
- L. puncticosta Hampson, 1926
- L. schausii Dognin, 1894